# Mario Luis Bartolucci
Mario Luis Bartolucci (Naschel, 8 de noviembre de 1939-ibídem, 6 de noviembre de 1998) fue un político argentino del Partido Justicialista, que se desempeñó como senador nacional por la provincia de San Luis entre 1997 y 1998, cuando falleció en el cargo.

## Biografía
Nació en noviembre de 1939 en Naschel (departamento Chacabuco, San Luis). En su juventud fue acopiador de granos y atendió su propia ferretería.
En política, adhirió al peronismo y en 1962 fue elegido presidente de la comisión municipal de Naschel, volviendo a ser elegido al cargo en 1973, desempeñando el mismo hasta el golpe de Estado del 24 de marzo de 1976. Con el retorno a la democracia, en 1983 fue elegido diputado provincial y, en 1987, senador provincial por el departamento Chacabuco, siendo presidente provisional del cuerpo desde 1989. Fue reelegido a la cámara alta provincial en 1991 y en 1995.
También ocupó cargos partidarios en el Partido Justicialista (PJ), siendo congresal provincial y nacional, consejero provincial y secretario general y vicepresidente del PJ de San Luis.
En diciembre de 1997 asumió como senador nacional por la provincia de San Luis, para completar el mandato de Bernardo Pascual Quinzio (elegido en 1995) hasta 2001. Integró la comisión de Seguimiento de la Investigación de los Atentados la Embajada de Israel y al Edificio de la AMIA y la comisión de Seguimiento de Implementación del Juicio Oral.
No pudo completar el mandato, al fallecer en su localidad natal en noviembre de 1998, dos días antes de cumplir 59 años. Días más tarde, fue homenajeado por sus pares en el Senado en presencia de sus familiares. En su banca fue sucedido por Carlos Sergnese hasta marzo de 2001, cuando fue reemplazado por Héctor Omar Torino quien completó el período.